# TeX Live
TeX Live是由国际TeX用户组（TeX Users Group，TUG）整理和发布的TeX软件发行套装，包含与TeX系统相关的各种程序、编辑与查看工具、常用宏包及文档、常用字体及多国语言支持。TeX Live是许多Linux/Unix系统（比如Fedora、Debian、Ubuntu、Gentoo以及OpenBSD、FreeBSD、NetBSD等）默认或推荐的TeX套装，同时也支持包括Windows和MacOS等在内的其它操作系统。TeX Live是开发状态最为活跃的TeX发行版之一，保持着每年一版的更新频率。TeX Live属于免费软件。

## 历史
1993年末荷兰TeX用户组开始为MS-DOS用户开发4AllTeX CD时，TUG就开始讨论为所有操作系统提供一张统一的TeX套装发行CD。由TUG技术委员会工作组设计的TeX目录架构（TeX Directory Structure，TDS）草案于1995年底正式出版，同时4AllTeX CD的成功也刺激了Unix等系统用户对于类似套装系统的需求，TeX Live即由此发端。1995年秋，TUG开始开发基于TDS的套装CD，并决定采用Thomas Esser的teTeX作为内核（teTeX已于2006年停止更新），因为teTeX当时就已解决了跨文件系统的兼容问题。在Thomas Esser的协助下，Sebastian Rahtz等人于1996年5月完成并发布了第1版TeX Live。1997年初，Karl Berry完成了一个Web2C的重大改进版本，它集合了TeX相关程序，囊括了teTeX当时几乎所有的特性，因此从1997年发布的第2版开始，TeX Live一直以Web2C作为内核。自1997年至今，TeX Live保持了每年一版的更新频率，其中重大更新版本包括：
- 第5版（2000年）：移除了所有的非自由软件
- 第6版（2001年）：允许用户自定义安装所需软件集合
- 第7版（2002年）：添加了对Mac OS X的支持
- TeX Live 2003：开始以发布年份作为版本号；由于软件规模的增长，从该版本起TeX Live被切分为三套不同的发行版
- TeX Live 2007：添加了对XǝTeX的支持
- TeX Live 2008：添加了对LuaTeX的支持；允许用户通过网络在线更新已安装的TeX Live
- TeX Live 2009：为Windows和Mac OS X用户提供了图形化的前端编辑界面TeXworks
- TeX Live 2010：不再允许从DVD直接运行，原因是单张DVD已不足以容纳该套件的全部内容
- TeX Live 2011：添加了对Biber的支持
- TeX Live 2023：Windows开始并仅提供64位版支持[10]

## 内容
以最新版本的TeX Live为例，此套件中包含以下内容：
- Web2C：集合了TeX及其扩展版本、MetaPost、MetaFont与BIBTeX等，是整个TeX Live的核心
- DVIOUT DVI viewer：查看.dvi文件的工具
- PS_View：查看.ps和.eps文件的工具
- TeX Live Manager：管理和更新TeX Live的工具
- TeXworks：文本编辑工具，是TeX Live的前端界面
- 文档系统：包括宏包文档和TeX Live文档

## 安装
TeX Live可以通过网络或DVD安装，二者所提供的安装文件是完全一致的，其区别在于通过网络安装可得到当前可用的最新宏包，另外通过网络安装时用户可自行选择可用镜像站点。Windows用户可通过执行install-tl.bat启动安装程序，Linux/Unix用户可以通过命令行终端执行perl install-tl启动安装程序，MacOS用户则推荐使用MacTeX。

## 同类软件
除了TeX Live之外，常见的TeX发行套装还有：
- MiKTeX：由Christian Schenk开发，包含TeXworks，支持Windows操作系统，目前最新版本是2.9.7152（2019年8月）[11]
- teTeX：由Thomas Esser开发，支持类Unix操作系统，已于2006年停止更新[12]
- fpTeX：teTeX在Windows操作系统中的移植版，已停止更新[13]
- proTeXt：由Thomas Feuerstack开发，支持Windows操作系统，实际上是对MiKTeX的再次封装，目前最新版本是3.1.3（2013年6月）[14]
- MacTeX：支持MacOS操作系统，实际上是对TeX Live的封装，加入了很多与MacOS系统相关的特性，目前最新版本是MacTeX 2023（2023年3月19日）[15]
- CTeX：由CTeX学会开发，实际上是对MiKTeX的封装，支持Windows操作系统，集成了WinEdt编辑器，强化了对中文的处理，目前最新版本是3.0.212.1（2023年2月25日）[16]
- ChinaTeX：由李树均开发，实际上是对MiKTeX的封装，支持Windows操作系统，与CTeX类似，主要强化了中文处理，目前已停止更新[17]
- cwTeX：由台湾大学吴聪敏、吴聪慧及翁鸿翎共同开发，支持Windows、Linux及Mac OS X操作系统，实际上是对已有的TeX系统分别进行再封装：cwTeX-Windows是对MiKTeX的封装[18]，cwTeX-Linux是对原生TeX的封装[18]，cwTeX-Mac是对MacTeX的封装[19]，目前最新版本是cwTeX4和cwTeX34（2013年）